# Stanwood (Iowa)
Stanwood é uma cidade localizada no estado americano de Iowa, no Condado de Cedar.

## Demografia
Segundo o censo americano de 2000, a sua população era de 680 habitantes.
Em 2006, foi estimada uma população de 649, um decréscimo de 31 (-4.6%).

## Geografia
De acordo com o United States Census Bureau tem uma área de
1,7 km², dos quais 1,7 km² cobertos por terra e 0,0 km² cobertos por água. Stanwood localiza-se a aproximadamente 256 m acima do nível do mar.

## Localidades na vizinhança
O diagrama seguinte representa as localidades num raio de 16 km ao redor de Stanwood.